# Francisco Vilanova
Francisco Vilanova (Cáceres, 16 de dezembro de 1891 — ?, ?) foi um político e engenheiro brasileiro. Exerceu o mandato de deputado federal constituinte pelo Mato Grosso em 1934.
filho de Francisco Vilanova e de Ana Maria Garcia Vilanova, Francisco Vilanova nasceu no dia 16 de dezembro de 1891, em São Luís dos Cáceres (MT) no dia 16 de dezembro de 1891. Estudou no Colégio Anchieta em Nova Friburgo. Em 1917, graduou-se em engenharia civil na Escola Politécnica do Rio de Janeiro. 
Vilanova era um fazendeiro, possuía terras de cultivo de cana-de-açúcar . Também participava da firma comercial Vilanova Torres e Companhia, localizada em Cáceres. Entrou para a carreira política em 1931, após ser nomeado pelo interventor federal Arthur Antunes Maciel como prefeito de sua cidade natal.  
Apoiador da Revolução de 30, Vilanova era membro do diretório do Partido União Liberal de Mato Grosso, criado em 1931 para incentivar os objetivos do levante. O partido acabou por ser extinto dois anos mais tarde depois que seus membros deixaram o diretório em favor do Partido Liberal Mato-Grossense e o Partido Evolucionista de Mato Grosso.
Em 1933, nas eleições de maio, conseguiu se eleger através Partido Liberal de Mato Grosso á deputado pelo estado de Mato Grosso à Assembléia Nacional Constituinte. Com a promulgação da Constituição de 34, teve seu mandato prorrogado até 1935, quando abandonou sua carreira política.